# Platt Adams
Platt Adams (Belleville, Nova Jersey, 23 de març de 1885 - Normandy Beach, Nova Jersey, 27 de febrer de 1961) va ser un atleta estatunidenc que va competir a començaments del segle xx. Era germà del també medallista olímpic Benjamin Adams.
El 1908 va prendre part en els Jocs Olímpics de Londres, on disputà cinc proves del programa d'atletisme. En el triple salt i en el salt d'alçada aturat fou cinquè, en el salt de llargada aturat sisè, i es desconeix la posició exacta en el llançament de disc i el llançament de disc estil antic.
Quatre anys més tard, als Jocs d'Estocolm, disputà quatre proves del programa d'atletisme. En el salt d'alçada aturat guanyà la medalla d'or, i la de plata en el salt de llargada aturat. En el triple salt fou cinquè i vint-i-tresè en el salt d'alçada. En aquest mateixos Jocs disputà la competició de demostració de beisbol.
El gener de 1915 la Metropolitan Association de l'Amateur Athletic Union trobà a Adams no culpable dels càrrecs de professionalisme per haver venut un premi o haver rebut diners per una medalla, violant d'aquesta manera la condició d'amateur.
Resident a South Orange, Nova Jersey, Adams serví a l'Assemblea General de Nova Jersey quan fou nomenat inspector en cap de boxa el març de 1923.
Morí a casa seva, a Normandy Beach, el 27 de febrer de 1961.